# Церква святого Миколая (Копичинці)
Церква святого Миколая в Копичинцях — парафія і храм греко-католицької громади Копичинецького деканату Бучацької єпархії Української греко-католицької церкви в місті Копичинці Чортківського району Тернопільської области.
Оголошена пам'яткою архітектури місцевого значення (охоронний номер 1882).

## Історія церкви
Церкву Святого Миколая, яка існувала з попередніх століть, розібрали і перенесли у 1780 році. Будівництво нового храму розпочав о. Яків Шанковський, а завершив його син, о. Петро Шанковський.
Архітектором церкви став Василь Нагірний зі Львова. Будівництво розпочалося у 1900 році, а у 1908 році храм освятив владика Станиславівської єпархії Григорій Хомишин.
У 1936 році церкву розписав Михайло Осінчук. Дзвіницю на п'ять дзвонів збудували ще у 1901 році.
З 1946 по 1991 рік парафія належала до Українського Екзархату РПЦ. У 1991 році відновилася греко-католицька парафія, що призвело до міжконфесійного протистояння за храм.
У 2009 році на церковному подвір'ї збудували Хресну дорогу, шопку Різдва Христового та монумент Гробу Воскресіння ГНІХ.
У 2010 році відреставрували іконостас, який освятив о. Димитрій Григорак.
З 2007 року під час кожного посту проводяться міжконфесійні Хресні дороги.
З 2010 року в храмі зберігаються мощі святого Миколая та цілителя Пантелеймона.
При парафії діють: братство «Апостольство молитви», спільнота «Матері в молитві», Вівтарна дружина, три хори (основний, дитячий і жіночий), недільна школа, братство Тверезості та УМХ.
У місті також існують дві інші греко-католицькі громади, а також громади ПЦУ, РКЦ та Церкви ХВЄ.

## Парохи
- о. Яків Шанковський (1831—1890)
- о. Петро Шанковський (1890—1937)
- о. Володимир Рузевський (1938—?)
- о. Антін Пельвецький (1938—1946)
- о. Михайло Чорняк (1946—1953)
- о. Ярослав Рокіцький (1953—1979)
- о. Василь Галяс (1979—1991)
- о. Василь Погорецький (1992—1995)
- о. Ігор Бойчук (1995—2007)
- о. Ігор Середа (з 2007)